# Баганаты
Баганаты (каз. Бағанаты) — село в районе Шал акына Северо-Казахстанской области Казахстана. Входит в состав Городецкого сельского округа. Код КАТО — 595637200.

## География
Село расположено на берегу Сергеевского водохранилища.

## Население
В 1999 году население села составляло 282 человека (134 мужчины и 148 женщин). По данным переписи 2009 года, в селе проживали 93 человека (49 мужчин и 44 женщины).